# Kokusaikaikan (métro de Kyoto)
Kokusaikaikan (国際会館駅, Kokusaikaikan-eki) est une station du métro de Kyoto sur la ligne Karasuma dans l'arrondissement de Sakyō à Kyoto.

## Situation sur le réseau
La station Kokusaikaikan marque le début de la ligne Karasuma.

## Histoire
La station a été inaugurée le 3 juin 1997.

## Services aux voyageurs

### Accès et accueil
La station est ouverte tous les jours.

### Desserte
- Ligne Karasuma :
  - voies 1 et 2 : direction Takeda (interconnexion avec la ligne Kintetsu Kyoto pour Nara)

### Intermodalité
Les gares d'Iwakura et Hachiman-mae de la compagnie Eizan Electric Railway est située à proximité.